# Ludovic Robeet
Pour les articles homonymes, voir Robeet.
Ludovic Robeet, né le 22 mai 1994 à Nivelles, est un coureur cycliste belge. Il est le fils de Patrick Robeet, également ancien cycliste professionnel.

## Palmarès
- 2014
  - Printanière Pollinoise
  - 5e étape du Tour de Flandre-Orientale
  - 3e de la Flèche du Sud
- 2016
  - Grand Prix Olivier Kaisen
  - 2e du Mémorial Albert Fauville
  - 3e du Tour de la province de Namur
- 2017
  - 2e du Circuit de Wallonie
- 2019
  - 4e étape de la Semaine internationale Coppi et Bartali
- 2021
  - Nokere Koerse

## Classements mondiaux
| Année                                 | 2014 | 2015 | 2016  | 2017  | 2018  | 2019  | 2020  | 2021 | 2022  | 2023  |
| ------------------------------------- | ---- | ---- | ----- | ----- | ----- | ----- | ----- | ---- | ----- | ----- |
| Classement mondial                    |      |      | 2507e | 1292e | 2134e | 1724e | 1165e | 234e | 1282e | 1855e |
| UCI Europe Tour                       | 498e | nc   | 1666e | 843e  | 1422e | 1142e | 902e  | 200e | 889e  | nc    |
|                                       |      |      |       |       |       |       |       |      |       |       |
| Légende : nc = non classéSource : UCI |      |      |       |       |       |       |       |      |       |       |